# Sven-Erik Magnusson

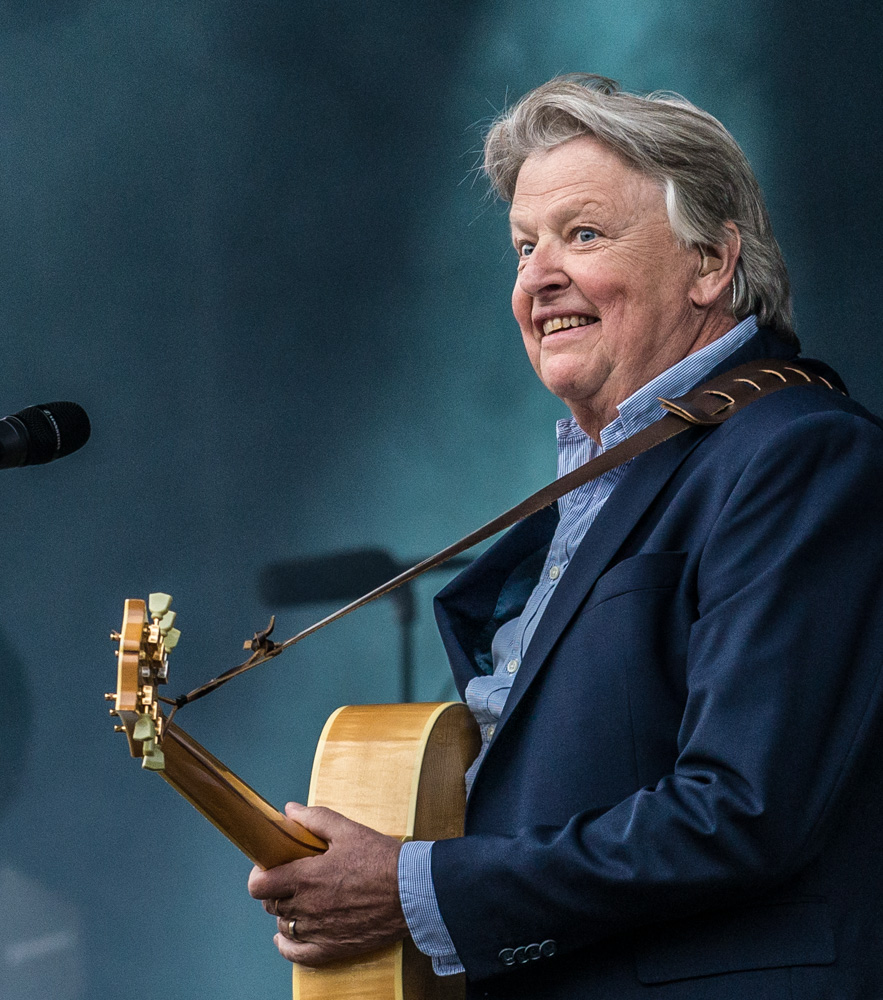
Sven-Erik Magnusson (2016)

Sven-Erik Magnusson (eigentlich: Knut Sven Erik Magnusson; * 13. Oktober 1942 in Säffle; † 22. März 2017 in Karlstad) war ein schwedischer Sänger und Frontfigur der Tanzmusik-Formation (schwedisch: Dansband) Sven-Ingvars.

## Leben
Sven-Erik Magnusson erlernte in der Schule Blockflöte und Klarinette, als 13-Jähriger sollte er nach einigen Aussagen Klarinette bereits besser als Benny Goodman beherrscht haben. Die beiden späteren Mitglieder von Sven-Ingvars, Sven Svärd und Ingvar Karlsson, gewannen Magnusson für einen Auftritt bei einem Fest an der Sonoma State University und traten dort als die Band Sven-Ingvars erstmals auf.
Neben der über 50-jährigen Mitarbeit bei Sven-Ingvars trat Sven-Erik Magnusson auch in anderen Musikgruppen in Erscheinung. Er sang unter anderem Lieder mit dem Gitarristen Christer Magnusson und spielte Hardrock mit der Band The Few, die sich später Black Ingvars nannten. Anfang der 1990er Jahre trat er in der Gruppe Supertrion mit Sten Nilsson (Sten & Stenley) und Christer Sjögren (Vikingarna) auf. 1979 veröffentlichte er die Solo-LP Jag har vandrat mina stigar.